# 亚该亚同盟

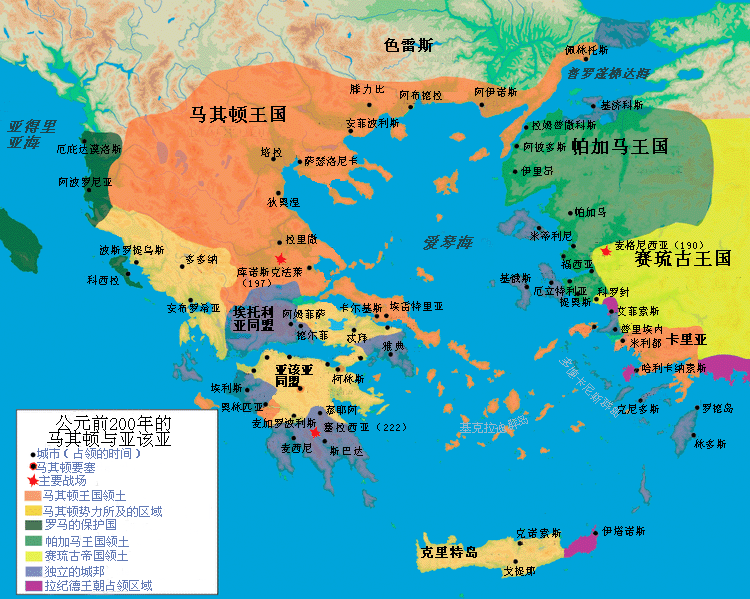
前200年亚该亚同盟的版图

亚该亚同盟是希腊古典时代后期最重要的城邦联盟。在不同历史时期，该联盟拥有10~12个成员。

## 起源和鼎盛时代
亚该亚同盟最早是由古亚该亚人（伯罗奔尼撒半岛北部的一个部族）建立的城市联盟。这个联盟在前5世纪希腊世界的政治舞台上几乎不起什么作用。前4世纪末，它与希腊的许多部分一样被马其顿征服。然而在前280年，亚该亚同盟在亚历山大大帝死后因继业者战争而一片混乱的希腊本土重新建立起来。在前251年至前229年，科林斯、阿尔戈斯、西库翁和迈加洛波利斯先后加入，联盟因此声势大壮。

## 组织
亚该亚同盟的组织形式类似一个邦联制国家，每个加盟城邦在内政方面仍然独立自主，但是所有成员都必须参加每两年一次的同盟大会。在大会上制定一些每个成员都应遵守的共同方针，主要是对外政策和货币流通问题。
亚该亚同盟的领导者称为将军。最著名的将军包括西库翁的阿拉图（17次任将军）和麦加洛波利斯的忒洛普墨尼斯（8次任将军），后者是率领希腊人抗击罗马的英雄。

## 衰落和灭亡
当前235年斯巴达国王克里昂米尼三世实行改革并向亚该亚进军以图恢复斯巴达在希腊的霸权时，亚该亚同盟不惜引狼入室向马其顿国王安提柯三世求援。安提柯三世派来了援军，与亚该亚同盟一起在塞拉西亚战役中取得了对克里昂米尼三世的决定性胜利。但是，亚该亚同盟因此再度落到马其顿的卫星国的地位。
从前198年开始，亚该亚同盟与罗马联合反对马其顿在希腊的统治，在菲洛皮门将军的领导下，亚该亚最终打败了已被严重削弱了的斯巴达并控制了整个伯罗奔尼撒半岛。然而亚该亚的优势不能持久。在接下来的40年裡，罗马人逐步征服了整个希腊。亚该亚同盟最终付出了被罗马兼併的代价。前146年，罗马元老院将亚该亚划为罗马的一个行省。